# Барон Хемфилл
Барон Хемфилл из Раткенни и Кашела в графстве Типперэри — наследственный титул в системе Пэрства Соединенного Королевства. Он был создан 12 января 1906 года для ирландского адвоката и либерального политика Чарльза Хемфилла (1822—1908). Он занимал должность генерального солиситора Ирландии в 1892—1895 годах и заседал в Палате общин Великобритании от Северного Тайрона (1895—1906). Его старший сын, Стэнхоуп Чарльз Джон Хемфилл, 2-й барон Хемфилл (1853—1919), был королевским прокурором в графстве Уиклоу. Его преемником стал его младший брат, Фицрой Хемфилл, 3-й барон Хемфилл (1860—1930). Он был заместителем председателя Совета Лондонского графства (1907—1908).
Питер Патрик Хемфилл, 5-й барон Хемфилл (1928—2012), который стал преемником своего отца в 1957 году, принял дополнительную фамилию «Мартин», которая была девичьей фамилией его матери со стороны отца, первой кузины Эдварда Мартина.
По состоянию на 2024 год носителем титула являлся сын последнего, Чарльз Эндрю Мартин-Хемфилл, 6-й барон Хемфилл (род. 1954), который стал преемником своего отца в том же 2012 году.

## Бароны Хемфилл (1906)
- 1906—1908: Чарльз Хар Хемфилл, 1-й барон Хемфилл (август 1822 — 4 марта 1908), сын Джона Хемфилл (1777—1833)[1]
- 1908—1919: Стэнхоуп Чарльз Джон Хемфилл, 2-й барон Хемфилл (13 марта 1853 — 26 марта 1919), старший сын предыдущего[2]
- 1919—1930: Фицрой Хемфилл, 3-й барон Хемфилл (21 ноября 1860 — 25 ноября 1930), третий сын 1-го барона, младший брат предыдущего[3]
- 1930—1957: Мартин Чарльз Эндрюс Хемфилл, 4-й барон Хемфилл (17 февраля 1901 — 19 марта 1957), единственный сын предыдущего[4]
- 1957—2012: Питер Патрик Мартин-Хемфилл, 5-й барон Хемфилл (5 сентября 1928 — 6 апреля 2012), единственный сын предыдущего[5]
- 2012 — настоящее время: Чарльз Эндрю Мартин-Хемфилл, 6-й барон Хемфилл (род. 8 октября 1954), единственный сын предыдущего[6]
  - Наследник титула: достопочтенный Ричард Патрик Ламли Мартин-Хемфилл (род. 17 мая 1990), старший сын предыдущего[7]
    - Наследник наследника: достопочтенный Оливер Фрэнсис Роберт Мартин-Хемфилл (род. 10 декабря 1998), младший брат предыдущего[8].